# Blue Ruin
Pour plus de détails, voir Fiche technique et Distribution.
Blue Ruin est un film américain écrit, photographié et réalisé par Jeremy Saulnier, et sorti en 2013. Il fait partie de la sélection de la Quinzaine des réalisateurs au festival de Cannes 2013.

## Synopsis
Dwight a passé les dernières années à errer sans but en vivant dans sa voiture. Ce comportement en apparence paisible est bouleversé lorsqu'il découvre que Wade Cleland Jr., condamné pour le meurtre de ses parents, va être libéré de prison. Dwight rentre chez lui, en Virginie, pour y accomplir sa vengeance.

## Fiche technique
- Titre : Blue Ruin
- Réalisation et scénario : Jeremy Saulnier
- Direction artistique : Kaet McAnneny
- Décors : Brian Rzepka
- Costumes : Brooke Bennett
- Montage : Julia Bloch
- Musique : Brooke et Will Blair
- Photographie : Jeremy Saulnier
- Son :
- Production : Richard Peete, Vincent Savino et Anish Savjani
- Sociétés de production : Film Science, The Lab of Madness et Neighborhood Watch
- Sociétés de distribution : Radius (USA)
- Pays d'origine : États-Unis
- Langue originale : anglais
- Durée : 90 minutes
- Format :
- Genre : Drame
- Dates de sortie[1] :
  -  France : 17 mai 2013 (festival de Cannes 2013) ; 9 juillet 2014 (sortie nationale)
  -  États-Unis : 25 avril 2014
  -  Belgique : 30 avril 2014

## Distribution
- Macon Blair (V. F. : Dimitri Rataud) : Dwight
- Devin Ratray (V. F. : Jean-Luc Atlan) : Ben Gaffney
- Amy Hargreaves (V. F. : Adeline Moreau) : Sam
- Kevin Kolack (V. F. : Emmanuel Gradi) : Teddy Cleland
- Eve Plumb : Kris Cleland
- Sandy Barnett : Wade Cleland, Jr.
- David W. Thompson : William

Sources et légende : Version française selon le carton de doublage français.

## Production
Pour se financer, la production du film a utilisé le financement participatif via Kickstarter qui lui a permis de recevoir 37828 dollars. MTV.com a déclaré que ce film est « le parfait exemple de ce que le financement participatif peut accomplir. »

## Distinctions

### Récompenses
- Festival de Cannes 2013 : Prix FIPRESCI (sélection « Quinzaine des réalisateurs »)
- National Board of Review Awards 2014 : top 2014 des meilleurs films indépendants

### Sélections
- AFI Fest 2013
- Festival du cinéma américain de Deauville 2013 : sélection officielle
- Festival international du film de Locarno 2013 : hors compétition, sélection « Piazza Grande »
- Festival international du film des Hamptons 2013 : sélection officielle
- Festival international du film de Toronto 2013 : sélection « Vanguard »
- Festival du film de Sundance 2014 : sélection « Spotlight »

### Nominations
- British Independent Film Awards 2014 : meilleur film indépendant international
- Gotham Awards 2014 : meilleur espoir pour Macon Blair
- Film Independent's Spirit Awards 2015 : John Cassavetes Award